# Dalbergia beddomei
Dalbergia beddomei är en ärtväxtart som beskrevs av Krishnamurthy Thothathri. Dalbergia beddomei ingår i släktet Dalbergia, och familjen ärtväxter. Inga underarter finns listade i Catalogue of Life.